# Ассабу

41°55′16″ пн. ш. 140°13′31″ сх. д. / 41.92111° пн. ш. 140.22528° сх. д.
Асса́бу (яп. 厚沢部町, あっさぶちょう, МФА: [as̚.sabu t͡ɕoː]) — містечко в Японії, в повіті Хіяма округу Хіяма префектури Хоккайдо. Станом на 1 жовтня 2008 року площа містечка становила 460,42 км². Станом на 31 березня 2017 населення містечка становило 4046 осіб.